# ポール・ル・フレム
ポール・ル・フレムまたはポール・ルフレム（仏: Paul Le Flem、1881年3月18日 - 1984年7月31日）は、20世紀フランスの作曲家、指揮者、音楽教師。

## 経歴
オルヌ県ラドンに生まれた。パリのスコラ・カントルムでヴァンサン・ダンディとアルベール・ルーセルに師事。後に自らも母校の教壇に立ち、エリック・サティやアンドレ・ジョリヴェらを指導した。
ル・フレムの作品は生地ブルターニュに強く影響されており、たいていの作品にその風景が反映されている。第一次世界大戦までに《交響曲 第1番》や《ピアノと管弦楽のための幻想曲》、歌劇《サン＝マロの夜鳴き鶯 Le rossignol de St-Malo 》などの大作を発表した。戦時中は一時的に創作活動に句切りをつけ、その後も音楽評論や合唱指揮に没頭した。1938年に作曲を再開し、さらに3つの交響曲や、2作目の歌劇《海から来た女魔術師 La magicienne de la mer 》などを作曲した。1976年に95歳で音楽界から引退した。
舞台作品は2つの歌劇のほかに、歌つき寓話《オーカッサンとニコレット》を含む。《死者のために》《子供のための小品集》は、いずれも1912年に作曲されたが、それから数年後に管弦楽用に編曲された。《死者のために》は、夭逝した二人の実子への追悼作品である。交響曲のほかに、いくつかの描写的な管弦楽曲も作曲しており、《海にて En mer 》や《大海の声 La voix du large 》といった作品がある。ジャン・テデスコの短編映画にも楽曲を提供した。

## 文献
- Gonin, Philippe (1998) Vie et œuvre de Paul Le Flem (Université de Lyon II).
- Compositeurs Bretons biography page, accessed 29 January 2010
- Vefa de Bellaing: Dictionnaire des compositeurs de musique en Bretagne, Nantes: Ouest Editions (18 février 1992). 280 p., ISBN 978-2-908-26111-0
- Vendramini-Joseph, Cecile: Paul le Flem, musicien breton, Sorbonne (Paris). 1980. dissertation. 111, 97 S.; (15 5.) Mit Ill.